# Rabobank Continental Team/2009
Samenstelling van het Rabobank Continental Team in 2009. Nieuw in de ploeg zijn Mats Boeve, Maurice Vrijmoed, Sergej Fuchs, Niek van Geffen en de meest opmerkelijke renner, vijfmalig wereldkampioen baanwielrennen Theo Bos.
| Naam                  | Geboortedatum | Nationaliteit    |
| --------------------- | ------------- | ---------------- |
| Joeri Adams           | 15-10-1989    | België           |
| Bart Aernouts         | 23-06-1982    | België           |
| Thomas Berkhout       | 22-11-1984    | Nederland        |
| Mats Boeve            | 24-03-1990    | Nederland        |
| Jetse Bol             | 08-09-1989    | Nederland        |
| Theo Bos              | 22-8-1983     | Nederland        |
| Sergej Fuchs          | 21-2-1987     | Duitsland        |
| Tejay van Garderen    | 12-08-1988    | Verenigde Staten |
| Niek van Geffen       | 28-06-1990    | Nederland        |
| Martijn Keizer        | 25-03-1988    | Nederland        |
| Gerben de Knegt       | 11-12-1975    | Nederland        |
| Michel Kreder         | 15-08-1987    | Nederland        |
| Steven Kruijswijk     | 07-06-1987    | Nederland        |
| Klaas Lodewyck        | 24-03-1988    | België           |
| Jasper Ockeloen       | 10-5-1990     | Nederland        |
| Boy van Poppel        | 18-01-1988    | Nederland        |
| Thomas Rabou          | 12-12-1983    | Nederland        |
| Ramon Sinkeldam       | 09-02-1989    | Nederland        |
| Michael Van Staeyen   | 13-08-1988    | België           |
| Ricardo van der Velde | 19-02-1987    | Nederland        |
| Maurice Vrijmoed      | 8-12-1988     | Nederland        |
| Dennis van Winden     | 02-12-1987    | Nederland        |

## Deelname en prestaties
Voor de selectie en prestaties van het Rabo ProTeam, zie Rabobank (wielerploeg)/2009.

### Continental Team
| Istarsko proljece - Istrian Spring Trophy Winnaar proloog Dennis van Winden Winnaar 3e etappe: Michael Van Staeyen 2e plaats eindklassement: Michel Kreder Ronde van Normandië Winnaar 3e etappe: Boy van Poppel 2e plaats eindklassement: Thomas Berkhout Wielerweek van Lombardije 10e plaats eindklassement: Steven Kruijswijk Triptyque des Monts et Châteaux 4e plaats eindklassement: Thomas Berkhout Albert Achterhes Profronde van Drenthe 9e: Dennis van Winden 10e: Michel Kreder Ronde van Turkije 9e plaats eindklassement: Martijn Keizer Rund um Düren 4e: Michel Kreder 5e: Thomas Berkhout Memorial Arno Wallaard | Ronde van Bretagne Winnaar 1e etappe: Dennis van Winden 8e: Michel Kreder Ronde van Noord-Holland Winnaar Theo Bos Dorpenomloop van Drenthe Winnaar Michel Kreder Ronde van de Haut-Anjou Winnaar Tejay van Garderen Omloop van de Kempen Winnaar Theo Bos Olympia's Tour Winnaar Ploegentijdrit Winnaar eerste etappe Theo Bos Winnaar tweede etappe Theo Bos Winnaar vierde etappe Theo Bos Winnaar vijfde etappe Tejay van Garderen Winst eindklassement: Jetse Bol Winst jongerenklassement: Jetse Bol Winst puntenklassement: Theo Bos | Omloop van Lotharingen Winnaar vierde etappe Michel Kreder Winst puntenklassement: Michel Kreder Rabobank Kersenronde Mierlo 4e: Steven Kruijswijk Parel van de Veluwe Winnaar Jetse Bol Ronde van Limburg Ronde van Thüringen Circuito Montañés Winnaar eerste etappe: Michel Kreder Delta Tour Zeeland Boucles de la Mayenne IWT Oetingen Halle-Ingooigem NK Op de weg -23 |

Mannen: 1984 · 1985 · 1986 · 1987 · 1988 · 1989 · 1990 · 1991 · 1992 · 1993 · 1994 · 1995 · 1996 · 1997 · 1998 · 1999 · 2000 · 2001 · 2002 · 2003 · 2004 · 2005 · 2006 · 2007 · 2008 · 2009 · 2010 · 2011 · 2012 · 2013 · 2014 · 2015 · 2016 · 2017 · 2018 · 2019 · 2020 · 2021 · 2022 · 2023 · 2024 · 2025
Lijst van alle renners
Vrouwen: 2021 · 2022 · 2023 · 2024 · 2025